# Бой под Крутами
Бой под Кру́тами (укр. Бій під Кру́тами) — вооружённое столкновение, произошедшее 16 (29) января 1918 года на железнодорожной станции в районе села Круты (130 км к северо-востоку от Киева, 18 км восточнее Нежина) между красногвардейскими отрядами под командованием Михаила Муравьёва и вооружёнными формированиями Украинской Народной Республики, пытавшимися остановить его продвижение к Киеву.
5-часовой бой задержал продвижение Красной гвардии на Киев и позволил УНР подписать Брестский мир и добиться признания в качестве независимого государства.

## Ход событий
Достоверное историческое описание боя, произошедшего 16 (29) января 1918 года, отсутствует. Версии сторон, как и самих участников событий, противоречивы. По версии историка Валерия Солдатенко, утром 16 (29) января наступавший на Киев советский отряд в районе железнодорожной станции Круты был обстрелян занявшими оборону киевскими юнкерами и студентами, поддержанными огнём одного (по другим версиям, двух) орудий, что привело к значительным потерям среди наступавших. Через некоторое время часть оборонявшихся отступила, но продвижению наступавших помешало то, что оборонявшиеся разобрали железнодорожные пути.
В связи с начавшейся сильной метелью часть отступавших заблудилась (по другой информации, это был разведывательный отряд оборонявшихся, который вернулся на станцию, не зная, что она уже оставлена украинскими отрядами), была захвачена в плен и расстреляна. Историк Солдатенко писал и о другой группе бойцов, взятых в плен на станции Круты — о восьми раненых, отправленных в Харьков, где они бежали из госпиталей, куда их устроили на лечение.
По данным украинского военного историка Я. Ю. Тинченко, со стороны УНР в бою участвовали 420 человек: 250 офицеров и юнкеров 1-й Украинской военной школы, 118 студентов и гимназистов из 1-й сотни Студенческого куреня, около 50 местных вольных казаков — офицеров и добровольцев. В ходе боя погибло лишь несколько человек; остальные, забрав с собой тела погибших, отступили к эшелонам и уехали в Киев, и лишь один взвод из студенческой сотни в составе 34 человек по собственной оплошности попал в плен уже после боя. Шестеро из них были ранены. Их посадили в поезд, отправили в Харьков и впоследствии отпустили. 27 оставшихся бойцов студенческого отряда, а также двое обнаруженных на самой станции офицеров были расстреляны наступавшими. Современники были очень поражены тем, что 27 молодых людей были расстреляны большевиками, после того как попали в плен. На похоронах в Киеве председатель Украинской Центральной рады М. С. Грушевский назвал молодых солдат героями, а поэт П. Г. Тычина посвятил им стихотворение «Памяти тридцати». Найденные останки офицеров свидетельствуют, что перед смертью их подвергали истязаниям.

## Потери сторон
Количество погибших из числа оборонявшихся оценивается по-разному. Дмитрий Дорошенко, один из ведущих членов Центральной рады, приводит поимённый список 11 погибших студентов, хотя и говорит, что некоторые из них погибли ранее; кроме того, 27 пленных (по данным Ярослава Тинченко — 29) были расстреляны в знак мести за гибель трёхсот советских бойцов. В 1958 году в издательстве «Шлях молоді» (рус. «Путь молодёжи») (Мюнхен и Нью-Йорк) были напечатаны результаты 40-летнего исследования С. Збаражского «Крути. У 40-річчя великого чину 29 січня 1918 — 29 січня 1958» (рус. «Круты. В 40-летие великого события 29 января 1918 — 29 января 1958»). В нём поимённо названы 18 человек, похороненных на Аскольдовой могиле в Киеве, хотя известно, что в Киев отступающие войска УНР привезли тела 27 человек, убитых в том бою.
Потери нападавших оцениваются по-разному, но документальных источников, подтверждающих какую-либо из версий, исследователями не найдено.

## Похороны погибших
В марте 1918 года, после того как Украинская Центральная рада с помощью германо-австрийских войск возвратилась в Киев, близкие и друзья погибших поставили вопрос об их перезахоронении. История быстро стала достоянием широкой общественности, а также предметом политических споров внутри УНР. Оппозиция использовала бой под Крутами как предлог для критики Центральной рады, её управленческой и военной несостоятельности. Именно тогда впервые были обнародованы сведения о «сотнях погибших», которые так и не были документально подтверждены.
В свою очередь, правительство УНР использовало данные события для поднятия патриотических настроений. Так, на заседании Малой рады, Михаил Грушевский предложил почтить память погибших под Крутами и перезахоронить их на Аскольдовой могиле в Киеве. Многолюдные похороны состоялись 19 марта 1918 года. На заупокойную службу собрались родные павших, студенты, гимназисты, воины, духовенство, хор под руководством А. Кошица, множество киевлян. С траурно-торжественной речью к собранию обратился Михаил Грушевский.
В братскую могилу на Аскольдовом кладбище, по данным тогдашней прессы, было опущено 18 гробов (недоступная ссылка).

## Мемориал

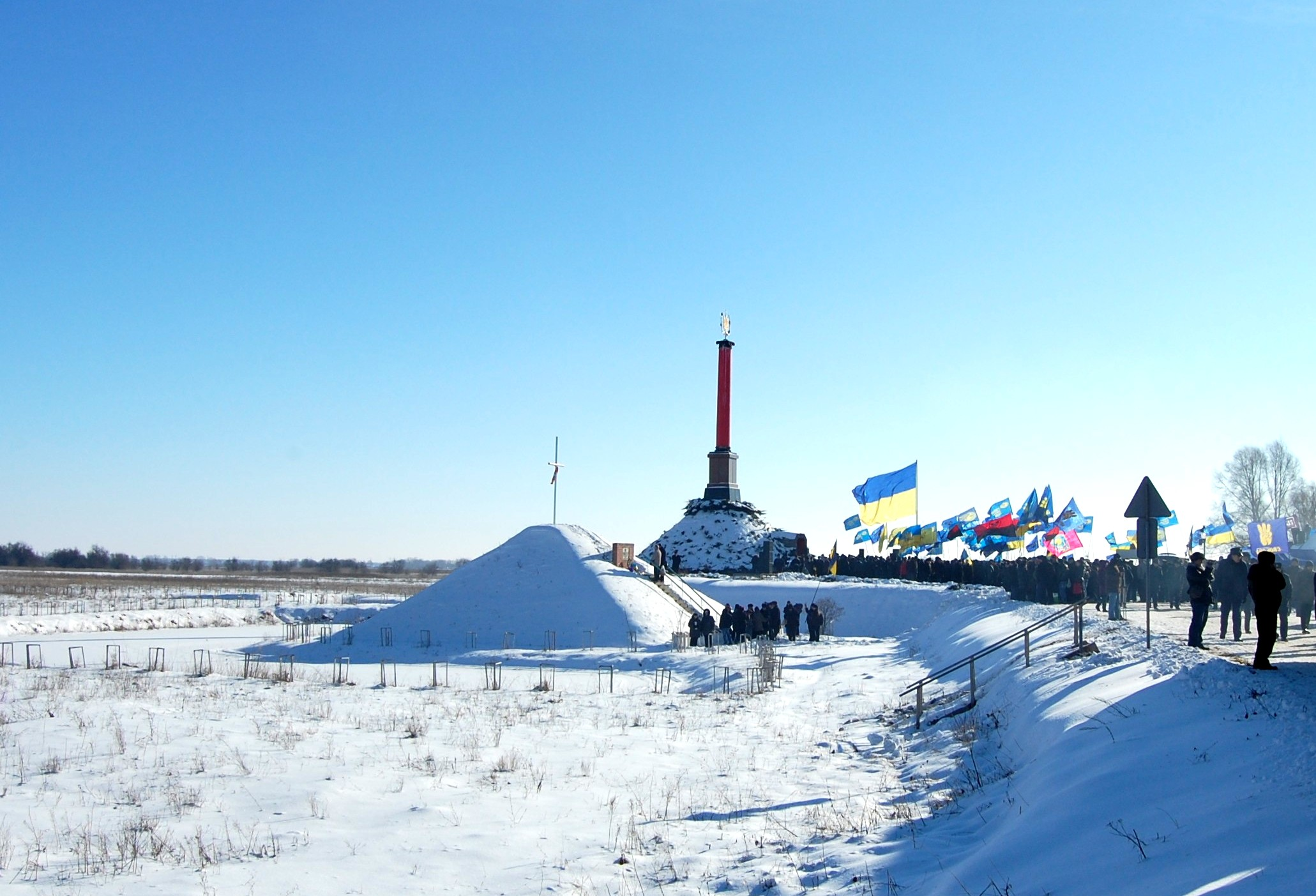
Монумент и символическая могила погибших героев Крут во время проведения торжественной церемонии 29 января 2011 года

Мемориал памяти героев Крут — мемориальный комплекс, посвящённый бою под Крутами. В его состав входит монумент, символическая могила-курган, часовня, озеро в форме креста, а также музейная экспозиция, расположенная в старинных железнодорожных вагонах. Мемориал находится возле села Памятное Борзнянского района Черниговской области.
Ещё с начала 1990-х годов украинские власти рассматривали планы возвести большой монумент в Крутах, в дополнение к существующему малому мемориалу на Аскольдовой могиле в Киеве. Однако только в 2000 году архитектор Владимир Павленко начал проектировку памятника. 25 августа 2006 года «Мемориал памяти героев Крут» на железнодорожной станции Круты был официально открыт президентом Украины Виктором Ющенко. Автор мемориала, Анатолий Гайдамака, представил памятник как насыпной курган высотой 7 метров, на котором была установлена 10-метровая красная колонна. Красная колонна символизирует схожие с ней колонны Киевского Императорского университета св. Владимира, где училось большинство погибших студентов. Возле подножия кургана была построена часовня, а рядом с памятником создано искусственное озерцо в форме креста.
В 2008 году мемориал дополнили семью железнодорожными вагонами и открытым вагоном-платформой военного эшелона. Установленные вагоны схожи с теми, в которых участники боя отправились на фронт. Внутри вагонов расположен мини-музей с оружием времён Гражданской войны, а также предметами быта солдат, фронтовыми фотографиями и архивными документами.

## Иллюстрации

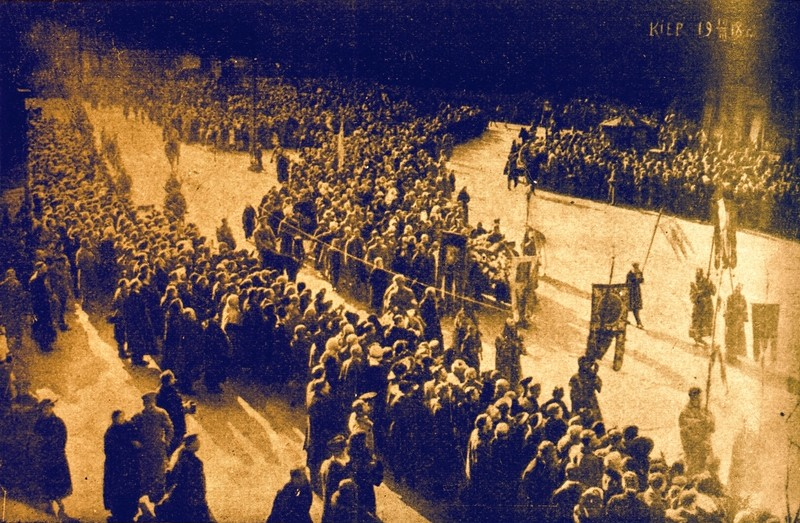
Фотография похоронной процессии, часто ошибочно идентифицируемая как похороны погибших под Крутами
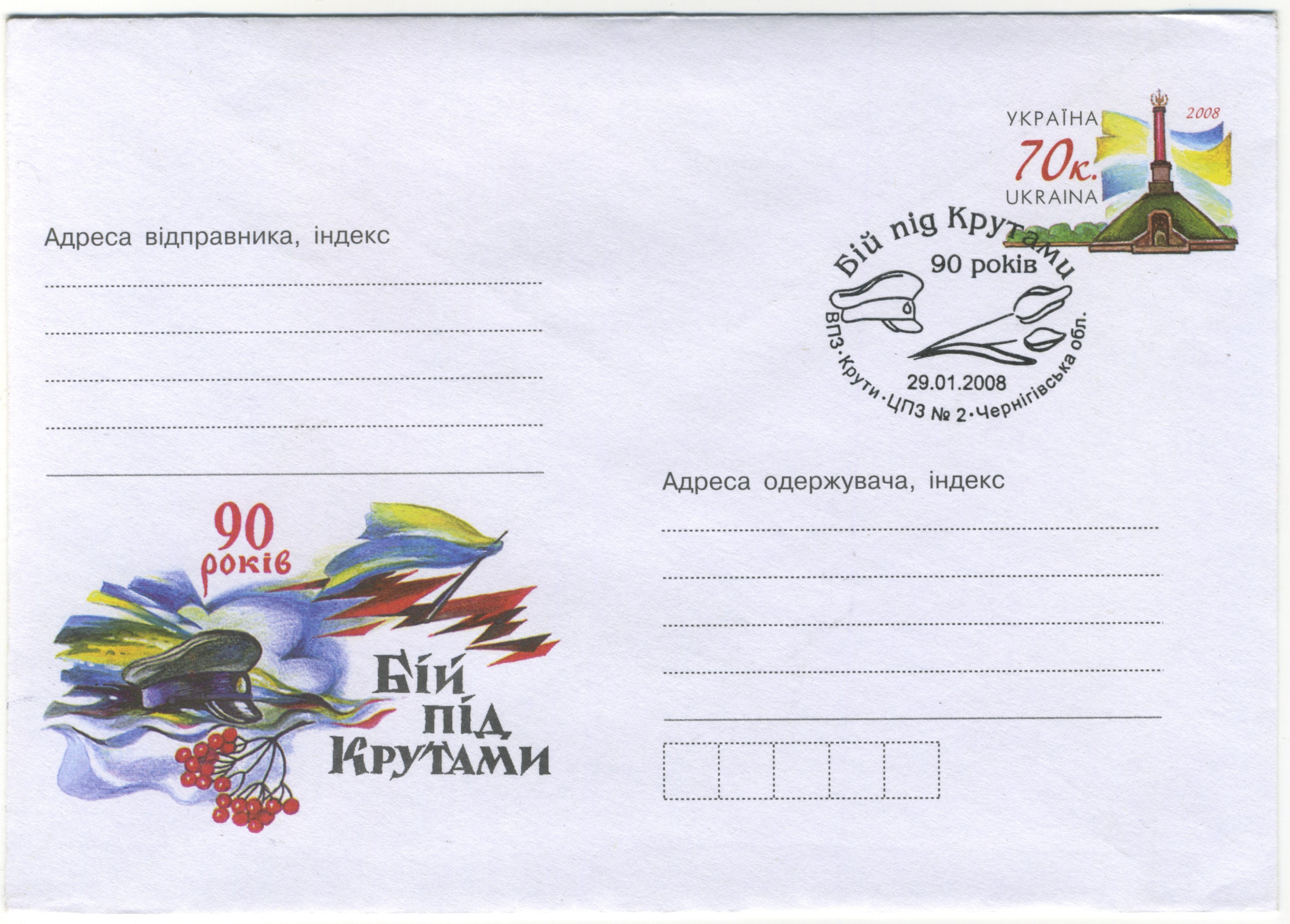
Украинский конверт с ГПД «Бой под Крутами» (2008)
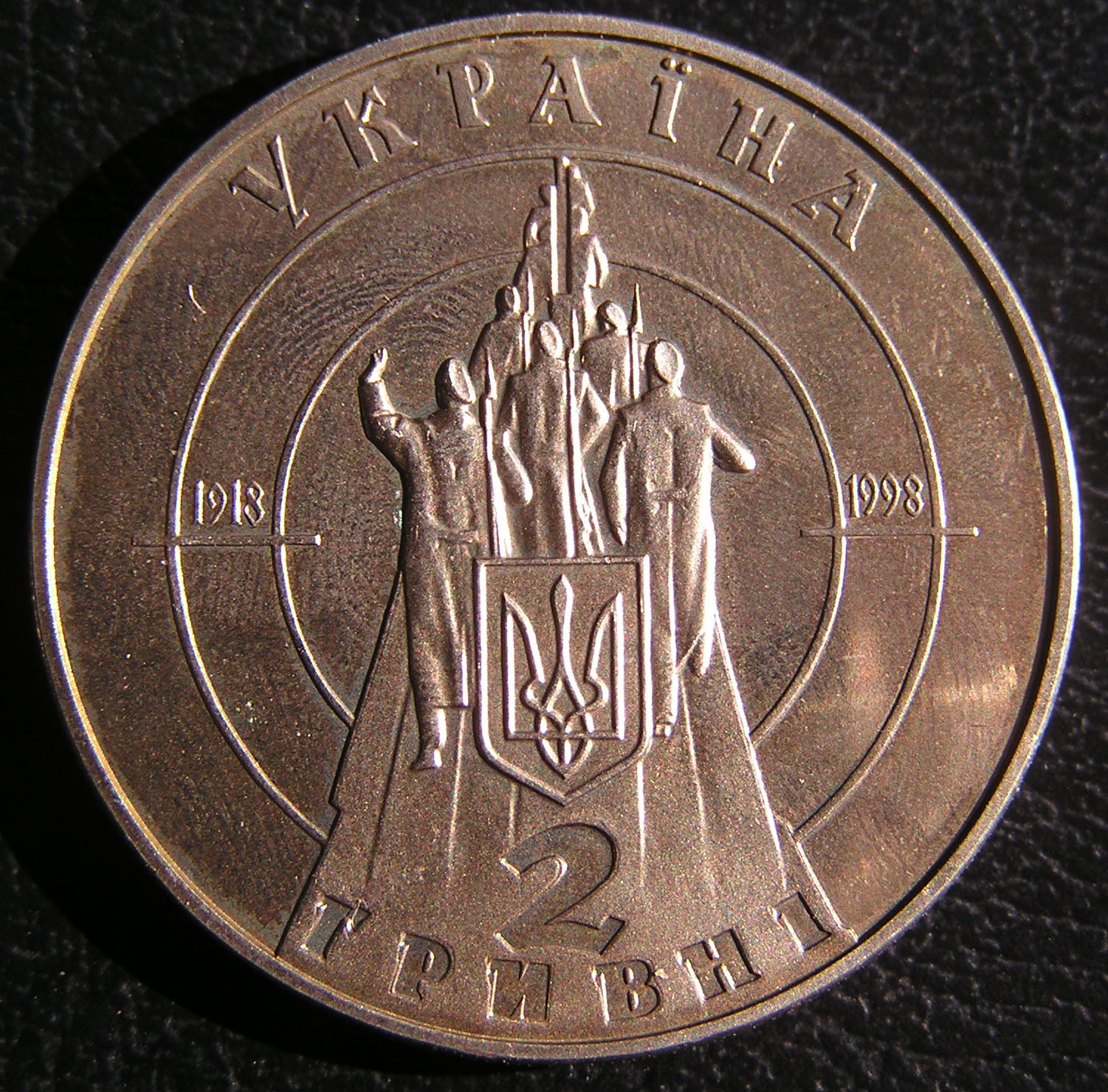
Украинская памятная монета, выпущена в годовщину боя под Крутами (1998)

## В искусстве
- Павел Тычина посвятил павшим в этом бою стих «Памяти тридцати»
- Круты 1918 (фильм)

## Интересные факты
- Матвей Андреевич Данилюк (1892-1994) был единственным участником этого боя дожившим до времен независимости Украины [9].